# Drum Dance to the Motherland
Drum Dance to the Motherland ist ein Jazzalbum des Khan Jamal Creative Art Ensemble. Die am 7. Oktober 1972 live in einem kleinen Café in Philadelphia entstandenen Aufnahmen erschienen erstmals 1973 in einer limitierten Auflage als Langspielplatte auf dem eigenen Plattenlabel Dogtown Records. 2006 wurden die Aufnahmen als Compact Disc auf Eremite Records wiederveröffentlicht.

## Hintergrund
Angeführt in Amerika von John und Alice Coltrane, Ornette Coleman, Sun Ra, Cecil Taylor und anderen, wurde eine Generation von Spielern dazu inspiriert, die schnell verknöcherten Manierismen des Post-Bop für eine explosive neue Sprache über Bord zu werfen, die die Grenzen der Musik sprengte, während sie politische Realitäten, soziale Belange und Spiritualität auf frische, auffallend konfrontative Weise ansprach, notierte Daniel Martin-McCormick.
Khan Jamal hatte 1972 mit dem Musikerkollektiv Sounds of Liberation in kleinster Auflage die LP New Horizons veröffentlicht; in der Gruppe spielte der Vibraphonist mit dem Altsaxophonisten Byard Lancaster und der Gitarristin Monnette Sudler als Kern der Gruppe; hinzu kam eine Rhythmusgruppe mit Billy Mills am Bass, Omar Hill (Perkussion), Rashid Salim (Congas) und Dwight James am Schlagzeug. Aus dieser Gruppe hervor ging schließlich The Khan Jamal Creative Arts Ensemble, in dem Alex Ellison, Schlagzeug, Perkussion, Dwight James, Schlagzeug, Glockenspiel, Klarinette, Billy Mills, Fenderbass, Kontrabass und Monnette Sudler, Gitarre, Schlagzeug, spielten. Eremite Records veröffentlichte 2006 Drum Dance to the Motherland wieder.

## Titelliste
- The Khan Jamal Creative Arts Ensemble: Drum Dance to the Motherland (Eremite Records MTE-050)[4]

1. Cosmic Echos  5:05
2. Drum Dance to the Motherland  13:46
3. Inner Peace  15:58
4. Breath of Life  7:56

## Rezeption
Nach Ansicht von Francis Lo Kee, der das Album in All About Jazz rezensierte, sei dies ein einzigartiger Einblick in das Werk eines unterschätzten Musikers und eine wichtige Periode kreativer Musik. Khan Jamal sei ein aufrichtiger, aufregender Spieler, dessen Musik Elemente aus Melodie, Harmonie und Rhythmus verbinde, die über alle Hindernisse hinweg kommunizieren, die eine zynische Gesellschaft (oder Plattenfirma) errichten kann. Auch Drumdance to the Motherland kommuniziere, gehe aber sehr direkt vor. In gewisser Weise sei dies eine sehr psychedelische Aufnahme aus den 1960ern, die gemacht wurde, um als Schallplatte gehört zu werden, obwohl sie von einem Konzert stammt. Es gebe großartige Improvisationen von allen Mitgliedern der Band, besonders von Jamal und Gitarristin Monette Sudler; aber die Besonderheit dieses Live-Gigs sei die Mitwirkung von Toningenieur Mario Falana, dessen Inventionen in Echtzeit ein wesentlicher Beitrag zum Gesamtklang und Gesamteindruck des Albums sind.
Daniel Martin-McCormick schrieb in Pitchfork Media, neben den Soundeffekten falle als Zweites das Zusammenspiel auf; es sei locker aber fokussiert und wunderbar weiträumig. Man spürt das Gefühl der Leichtigkeit zwischen den Spielern; Seine Entwicklung ist natürlich und die Verbindungsfäden seien leicht zu verfolgen. Obwohl die Gruppe mehr als nur ein paar Hinweise von Sun Ra’s heliozentrischen Exkursionen übernehme, bleibe die Musik zugänglich, bis hin zu den übersichtlichen Arrangements. Insgesamt sei es eine schöne Platte: tiefgründig, experimentierfreudig und gefühlvoll. Die offene, ruhige, dynamische und ausdrucksstarke Atmosphäre bleibe so gehaltvoll und kommunikativ wie vor über vier Jahrzehnten, als sie aufgenommen wurde.